# Келії Братського монастиря
Ке́лії Бра́тського монастиря́ — корпус Національного університету «Києво-Могилянська академія», збудований у 1823 році для потреб Братського монастиря та Київської духовної академії. Спочатку був одноповерховим, 1870-х добудовано другий поверх. Протягом 1950—2010-х років келії використовувала районна лікарня. У 2012 році передано НаУКМА та пристосовано для навчального процесу. Пам'ятка архітектури національного значення у складі архітектурного комплексу Братського монастиря.

## Історія
Братські келії збудовані у 1823 року за проєктом Андрія Меленського у стилі пізнього класицизму як одноповерховий прямокутний у плані корпус з відкритою арковою галереєю з півдня. У1879 році перебудовано у двоповерхову за проєктом Володимира Ніколаєва. На початку 20 століття заклали галерею, залишилися склепінчасті перекриття. Система планування коридора з однорядним розташуванням приміщень на першому поверсі та дворядним — на другому.

## Сучасність
У 2012 році відбулася часткова реставрація, відкрито BIONIC University, пізніше передано факультету інформатики. У 2021 році реставрація корпусу увійшла до списку 109 проєктів, що взяли участь у відборі в рамках програми «Велика Реставрація». У 2023 році роботи в будівлі стали предметом скандалу. Після початку реставраційних робіт активісти-пам'яткоохоронці звинуватили виконавців у незаконній перебудові пам'ятки, тобто реконструкції, а не реставрації келій. Університет спростував претензії і заявив, що роботи є реставраційними та погоджені з Міністерством культури.